# Trinidad och Tobago i olympiska sommarspelen 1980
Trinidad och Tobago deltog i de olympiska sommarspelen 1980 med en trupp bestående av nio deltagare, samtliga män, vilka deltog i fem tävlingar i friidrott. Ingen av landets deltagare erövrade någon medalj.

## Friidrott
Herrarnas 100 meter
- Chris Brathwaite
  - Heat — 10,44
  - Kvartsfinal — 10,37
  - Semifinal — 10,54 (gick inte vidare)

- Hasely Crawford
  - Heat — 10,42
  - Kvartsfinal — 10,28 (gick inte vidare)

- Frank Adams
  - Heat — 10,80 (gick inte vidare)

Herrarnas 200 meter
- Andrew Bruce
  - Heat — 21,36
  - Kvartsfinal — 20,94
  - Semifinal — 21,16 (gick inte vidare)

- Chris Brathwaite
  - Heat — 21,13
  - Kvartsfinal — 21,02 (gick inte vidare)

Herrarnas 400 meter
- Mike Solomon
  - Heat — 47,24
  - Kvartsfinal — 46,12
  - Semifinal — 45,61
  - Final — 45,55 (6:e plats)

- Joseph Coombs
  - Heat — 46,55
  - Kvartsfinal — 45,81
  - Semifinal — 45,96
  - Final — 46,33 (8:e plats)

Herrarnas 4 x 100 meter stafett
- Edwin Noel
- Hasely Crawford
- Chris Brathwaite
- Andrew Bruce
  - Försöksheat — 39,74 (gick inte vidare)

Herrarnas 4 x 400 meter stafett
- Joseph Coombs
- Charles Joseph
- Rafer Mohammed
- Mike Solomon
  - Försöksheat — 3:04,3
  - Final — 3:06,6 (6:e plats)